# 文輅
文輅（1837年—？），瓜尔佳氏，字子乘，號小舫，别号玉林，又号吏隐居士，满洲正红旗人。清朝官员，进士出身。

## 生平
咸丰五年乙卯科举人，咸丰六年丙辰科进士，后任工部郎中。著有《玉林诗草》。

## 家庭
- 祖父恩龄，淮安府知府、淮安道。
- 父亲长秀（字蘭舫），道光甲午科举人[7]。